# 그녀에 대해 알고 있는 두 세가지 것들
《그녀에 대해 알고 있는 두 세가지 것들》(2 ou 3 choses que je sais d'elle)은 1967년 장뤼크 고다르의 영화이다.

## 줄거리
젊은 주부 쥘리에트의 하루를 보여준다.

## 출연

### 주연
- 마리나 블라디

### 조연
- 아니 뒤프레

## 기타
- 의상: 기트 마그리니